# Аркетти, Джованни Андреа
Джова́нни Андре́а Арке́тти (итал. Giovanni Andrea Archetti; 11 сентября 1731, Брешиа, Венецианская республика — 5 ноября 1805, Асколи-Пичено, Марке, Италия) — итальянский кардинал, доктор обоих прав. Титулярный архиепископ Халкидона с 11 сентября 1775 по 27 июня 1785. Апостольский нунций в Польше с 18 сентября 1775 по 30 июля 1784. Апостольский легат Святого Престола в Российской империи с 1783 по 1784. Епископ-архиепископ Асколи-Пичено с 1 июня 1795 по 2 апреля 1800. Апостольский администратор Асколи-Пичено с 2 апреля 1800 по 5 ноября 1805. Кардинал-священник с 20 сентября 1784, с титулом церкви Сан-Эузебио с 27 июня 1785 по 2 апреля 1800. Кардинал-епископ Сабины с 2 апреля 1800 по 5 ноября 1805.
Канонически утвердил создание католических структур в России, в том числе и Могилёвского архидиоцеза.

## Ранние годы
Джованни Аркетти родился 11 сентября 1731 года в Брешии. В 1754 году получил докторскую степень по гражданскому и каноническому праву в Римском университете. В сентябре 1775 года он был рукоположён в сан епископа, назначен титулярным епископом Халкидонским и апостольским нунцием в Польше.

## Миссия в Речи Посполитой и Российской империи
В 1776 году прибыл в Варшаву, где стал одним из принципиальных противников великого коронного канцлера Анджея Иеронима Замойского и предлагавшихся им реформ. Аркетти был одним из лидеров консерваторов, добившихся отклонения Кодекса Замойского сеймом Речи Посполитой в 1780 году.
Во время пребывания в Варшаве Аркетти стал посредником в диалоге между папой Пием VI и российской императрицей Екатериной II. Императрица ещё в 1773 году издала указ о создании Белорусской католической епархии и о назначении епископа Белорусского с резиденцией в Могилёве, которому подчинялись все католики латинского обряда в России (в том числе в Москве и Санкт-Петербурге). Затем, указом от 28 января 1782 года, Белорусская епархия была преобразована в Могилёвскую архиепархию. Поскольку создание архиепархии не было канонически утверждено Римом, в 1783 году Аркетти был послан в Санкт-Петербург чрезвычайным послом с широкими полномочиями. Полномочия Аркетти касались также обсуждения ряда других вопросов. Одним из них был вопрос о положении грекокатоликов на территориях, отошедших к России после первого раздела Польши; грекокатолики там подвергались преследованиям, а их канонические структуры были фактически уничтожены. Ещё одной проблемой был статус иезуитов в России, орден иезуитов был распущен Климентом XIV в 1773 году, но в России они продолжали существовать.
По итогам дипломатических переговоров был найден компромисс. Рим утверждал могилёвское архиепископство и соглашался с кандидатурой Станислава Богуш-Сестренцевича на роль первого архиепископа могилёвского (первоначально папа Пий VI не одобрял его кандидатуру), а Екатерина согласилась на назначение василианского монаха И. Лисовского на пост грекокатолического архиепископа Полоцка. Иезуиты в России не распускались, но подчинялись епархиальному духовенству, сохраняя, тем не менее свою структуру, во главе с генеральным викарием.
19 декабря 1783 года Джованни Аркетти канонически утвердил создание Могилёвской архиепархии, 22 февраля 1784 года Богуш-Сестренцевич получил в санкт-петербургской церкви Святой Екатерины митрополичий паллий.

## Кардинал
В июне 1784 года Аркетти вернулся в Рим, 20 сентября 1784 года возведён в достоинство кардинала-священника с титулом церкви Сан-Эузебио и назначен апостольским легатом в Болонье. Годом позже переведён на место архиепископа Асколи-Пичено. Принимал участие в конклаве 1799—1800 годов, закончившегося выбором папы Пия VII. 2 апреля 1800 года был назван кардиналом-епископом субурбикарной епархии Сабины с сохранением архиепископства Асколи-Пичено.
Умер в 1805 году.